# Claude C. Hopkins
Claude C. Hopkins (1866 – 1932) è stato un pubblicitario statunitense.
Copywriter, principale esponente della scuola dell'Hard Selling, è uno dei padri della moderna pubblicità. Attento in particolare nel cercare di comprendere il consumatore e nell'integrare la pubblicità nello sforzo di marketing totale.
Figura a tratti quasi leggendaria, è a detta di molti colleghi (ad esempio David Ogilvy o John Edwin O'Toole) e studiosi (ad esempio David A. Aaker e John G. Myers) "il più grande creatore di pubblicità che abbia mai praticato quest'arte".

## Biografia

### Infanzia e Giovinezza
Claude Hopkins nasce nel 1866 in una piccola cittadina del Michigan da una famiglia austera e molto religiosa. Il padre era un pastore battista, discendente a sua volta da una famiglia di ecclesiasti, e anche per il piccolo Hopkins vi era in progetto la stessa sorte. Il padre era inoltre proprietario del giornale locale, ed è qui che Hopkins ha il suo primo incontro con la pubblicità. All'età di dieci anni, con la morte prematura del genitore, inizia a lavorare, oltre ad andare a scuola, per aiutare la famiglia. Vive con la madre, e proprio dalla madre apprende la passione per il lavoro e l'etica del risparmio.
Durante questi anni si trova a dover fare svariati mestieri, in particolare quello di venditore porta a porta gli permette di entrare in contatto con la gente comune, di parlarci, di conoscerla. La convinzione che l'arte di vendere e di reclamizzare un prodotto siano cose che si apprendono sul campo e non sui banchi di scuola resterà poi alla base del suo modo di concepire la pubblicità. Continua con gli studi ecclesiastici fino all'età di 18 anni, pur non sentendo una reale vocazione, e successivamente abbandona definitivamente il progetto di seguire le orme dei suoi avi. A questa decisione contribuirà anche il forte ascendente che ha sul giovane Hopkins lo spirito laico di un amico di famiglia, il poeta statunitense Will Carleton.

### Esordi nel campo della pubblicità
Intorno al 1886 Hopkins frequenta la scuola di commercio Swensburg di Grand Rapids (Michigan), esperienza che egli rammenterà in seguito come frustrante e inutile. Il primo impiego importante è quello che ottiene in qualità di contabile presso la Bissell Carpet Sweeper Company, un'impresa che vendeva arnesi per pulire i tappeti, sempre a Grand Rapids. È qui che per la prima volta s'improvvisa pubblicitario. In particolare, con l'avvicinarsi delle feste natalizie, gli viene in mente di promuovere la Bissel offrendo in omaggio a ciascun commerciante una spazzola e chiedendogli di esporre in negozio materiale pubblicitario ("il re dei regali di natale"). L'iniziativa ottiene un ottimo successo e Hopkins inizia così la sua carriera.
Entra quindi a lavorare in qualità di pubblicitario per la Swift & Company, una ditta di conserve di Chicago. È qui che ha un'intuizione geniale, che verrà poi imitata da numerosi pubblicitari in seguito. Decide di organizzare un evento straordinario (reclamizzandolo come tale) per l'inaugurazione di un nuovo grande magazzino della Rothschild & Company: preparare "la torta più grande del mondo" impiegando il lardo Cotosuet, un prodotto della Swift, al posto del normale burro. L'iniziativa riscuote un enorme successo, le cronache parlano di oltre 100.000 visitatori. Viene quindi deciso di organizzare una sorta di tournée, riproponendo la trovata in varie località degli Stati Uniti orientali.
Ed è proprio grazie alla fama raggiunta con la pubblicità del Cotosuet che Hopkins ottiene il suo successivo incarico. Viene contattato dal Dottor Shoop di Racine nel Wisconsin: il suo ritrovato contro la tosse giace invenduto nei depositi. Ad Hopkins viene l'idea di spedire dei campioni omaggio del prodotto, con la formula soddisfatti o rimborsati per chi ordinava poi i flaconi normali. Punta inoltre a vendere attraverso la rete dei farmacisti (che, data la tipologia di prodotto, ispirava più fiducia rispetto alla rete di rappresentanti, che fino ad allora aveva avuto l'esclusiva). 
Anche in questo caso l'iniziativa ha successo, e quella del campione omaggio sarà un espediente al quale Hopkins ricorrerà spesso.
Hopkins rimane nel Wisconsin per oltre sei anni, collaborando con la J.L. Stack Advertising Agency, l'agenzia che fino a quel momento aveva curato la pubblicità del Dottor Shoop, divenendone ben presto il copywriter di punta. Di questo periodo è emblematica la pubblicità della birra Schiltz che fa leva su un elemento talmente semplice e ovvio che già vi facevano leva pressoché tutti quanti i produttori di birra: la purezza (quelli del filtraggio e della pulizia sono aspetti che caratterizzano la produzione della birra a vari livelli). Ma la novità di Hopkins consiste nello spiegare perché la birra è pura, non limitandosi quindi ad affermarlo ma descrivendone la preparazione. La Schlitz passa così dalla quinta alla prima posizione di mercato e diviene "la birra che ha reso famosa Milwakee".
Quello di far leva su aspetti di un prodotto che non sono peculiari di una data marca ma che in realtà sono dominio anche alla concorrenza, descrivendoli però con testi brevi, senza tanti orpelli stilistici, e mettendo in evidenza le Reason why, sarà uno stile che caratterizzerà molta della pubblicità di Hopkins.
Un altro aspetto innovativo che caratterizzerà le pubblicità di Hopkins sarà, inoltre, quello di non fare mai menzione diretta alla vendita, presentando il prodotto in maniera apparentemente disinteressata, descrivendone le caratteristiche (agli inizi del novecento era ancora prassi comune fare inviti espliciti a "comprare il prodotto x", nelle pubblicità).

### Gli anni alla Lord & Thomas
Nel 1907, in seguito ad un principio di esaurimento nervoso, Hopkins passa tre mesi sulle rive del Lago Spring in Michigan per una cura ricostituente. È deciso a ritirarsi dal mondo della pubblicità. Invece viene convinto da Albert Lasker ad entrare a lavorare alla Lord & Thomas di Chicago nell'Illinois. La Lord & Thomas (poi Foote, Cone & Belding), proprio grazie a Claude Hopkins e a un altro celebre copywriter, John E. Kennedy, diverrà la prima agenzia pubblicitaria della storia ad avere la fama di essere creativa.
Il primo progetto che viene assegnato ad Hopkins dalla Lord & Thomas riguarda i fagioli in scatola della Van Camp's. Con un'indagine di mercato condotta di persona egli scopre che il 94% delle massaie cucina da sé il maiale coi fagioli. E solo il 6% impiega fagioli in scatola. All'epoca la pubblicità comparativa si basava sul confronto del prodotto di una data marca con quello della concorrenza. A Hopkins viene invece l'idea di confrontare gli innumerevoli vantaggi dei fagioli già pronti in scatola con gli innumerevoli svantaggi dei fagioli cucinati in casa (preparare i fagioli richiede moltissimo tempo e non è facile). L'idea ha enorme successo: anche in questo caso decide di offrire un campione omaggio per permettere di constatare l'effettiva differenza; scrive annunci molto audaci diretti alla concorrenza, del tipo "Provate la merce dei nostri rivali"; cura la distribuzione del prodotto nei ristoranti, reclamizzandoli a loro volta come quelli che avevano scelto la Van Camp's.
Tuttavia il lavoro che a lungo termine si rivelerà il più efficace di tutta quanta la sua carriera lo esegue per la B. J. Johnson Soap Co. Il problema è reclamizzare un sapone da bucato, il Galvanic Soap. Fatte le dovute considerazioni però Hopkins e la sua équipe si rendono conto che il prodotto non è affatto appetibile. Chiedono se è possibile cambiare prodotto. La Johnson, presa in contropiede, propone allora un prodotto minore che non aveva mai avuto intenzione di reclamizzare, un sapone da bagno composto da olio di palma e olio di oliva, il Palmolive.
L'idea diviene così quella di reclamizzare il prodotto facendo leva sulla promessa di bellezza. Tuttavia Hopkins e colleghi non sono del tutto convinti di questa idea. Viene deciso quindi di fare una prova con alcune pubblicità in una piccola cittadina del Michigan, Benton Harbor. A ciò vengono associate alcune iniziative collaterali. Quello che è forse il primo copy testing  della storia va a buon fine. Altrettanto la campagna pubblicitaria (che puntava ancora una volta sul campione omaggio). Oggi la B. J. Johnson Soap Co. di Milwaukee è la multinazionale Colgate-Palmolive.
La prima pubblicità della storia a tentare di spiegare che il dentifricio serve per prevenire il formarsi della placca e quindi a mantenere i denti belli è quella di Claude Hopkins per il Pepsodent.
Fino ad allora le pubblicità dei dentifrici si erano basate al massimo sull'ingenerare timore nei confronti della carie. E il far leva direttamente su concetti quali l'igiene, all'epoca, non riscuoteva molto successo. Mentre l'espediente della bellezza, ossia il presentare un prodotto in grado di potenziare le capacità seduttive di una persona, si rivela ancora una volta una trovata vincente. La pubblicità della Pepsodent rimane in assoluto quella che fa guadagnare ad Hopkins più denaro (anche perché Hopkins pensa bene di diventare azionista della stessa Pepsodent).
Ma a fronte dei numerosi successi vi sono tuttavia anche alcuni clamorosi insuccessi.
Paradossalmente una delle sue pubblicità più efficaci Hopkins la scrive per un prodotto, un'automobile della Mitchell, che si rivela un completo disastro: ciò dovuto fondamentalmente ad un'incongruenza tra una pubblicità che puntava sull'efficienza e una macchina che efficiente non lo era affatto.
Negli Stati Uniti la produzione su larga scala di automobili era iniziata appena nel 1902 e quindi i mezzi in circolazione erano ancora allo stato sperimentale e pieni di difetti. Il far leva sull'affidabilità si rivela quindi un'ottima idea: Hopkins da un lato studia con cura il prodotto ma dall'altro si fida anche della consulenza degli esperti dell'azienda (l'annuncio chiama in causa il testimonial "John W. Bate esperto in efficienza", appunto). La pubblicità ha successo, la Mitchell Car incrementa le vendite, ma solo nell'immediato perché dopo poco le auto iniziano a tornare indietro al costruttore. 
Evidentemente quanto reclamizzato non rispondeva a realtà
Questo è uno dei classici esempi che dimostra il potere limitato della pubblicità: anche la migliore delle réclame è vana se poi il prodotto è scadente, anzi in casi del genere un'ottima pubblicità accelera notevolmente il fallimento di quanto reclamizzato. Questa constatazione viene fatta da Hopkins circa un secolo fa.
Quando Hopkins si trova a lavorare per i cereali della Quaker Oats gli viene in mente di incrementare le vendite di farina d'avena facendo incrementare il consumo di farina d'avena. L'idea è semplice quanto ingenua, e la pubblicità risulta del tutto inefficace. Questo è un altro dei classici esempi che dimostra il potere limitato della pubblicità: la pubblicità non è in grado di far comprare prodotti che non servono. Nel caso specifico il motivo per cui varie persone non consumavano un prodotto notoriamente importante da un punto di vista nutrizionale era legato al fatto che probabilmente non lo apprezzavano. E una pubblicità non è in grado di far mangiare ad una persona una cosa che non gli piace. Anche questa constatazione viene fatta da Hopkins circa un secolo fa.

### La pubblicità diretta
Parallelamente a forme più o meno innovative di pubblicità (divenute poi classiche), Hopkins porta avanti anche una forma di pubblicità non molto amata dalle agenzie dell'epoca perché ritenuta piuttosto difficile da creare e poco remunerativa: la pubblicità diretta, ossia la pubblicità relativa alla vendita per corrispondenza. Secondo Hopkins questa forma di pubblicità, dato il tipo di mercato alla quale fa riferimento, è l'unica che permette di avere un riscontro immediato e netto della propria efficacia.
E rappresenta in un certo qual modo l'essenza dell'hard selling: essendo poco lo spazio in cui si concentra (ciò permette di economizzare sui costi – il principio di fondo è quello della massima resa col minimo sforzo), tale pubblicità deve essere chiara, concisa, scritta in piccolo, ciascuna illustrazione deve avere un valore di vendita, e non sono ammessi orpelli di alcun genere.
Secondo Hopkins tutti i generi di pubblicità sono stabiliti sui principi della vendita per corrispondenza: vendere sempre con un beneficio e riuscire a battere la concorrenza. 
Sul valore della pubblicità diretta come banco di prova si pronuncerà qualche decennio più tardi anche David Ogilvy.

### La pubblicità scientifica
In virtù dei numerosi successi ottenuti col proprio lavoro Hopkins decide di scrivere una sorta di guida della pubblicità. Nel 1923 pubblica quindi Scientific Advertising, nel quale enuncia leggi e regole, basate su osservazioni empiriche, utili a creare pubblicità efficace.
Secondo Hopkins la pubblicità efficace è quella in grado di creare un profitto ("la pubblicità esiste solo per vendere qualcosa") e la scienza rappresenterebbe il modo per ottenere pubblicità efficace. Questo perché comunque esistono delle leggi generali che regolano il funzionamento della pubblicità e il compito della ricerca in pubblicità è quello di trovare tali regole al fine di evitare errori ovvero inutili sprechi di denaro. E, a suo parere, "Scientific Advertising" rappresenterebbe un'utile mappa in tal senso.
Se in generale Scientific Advertising è considerato il testo-base della pubblicità moderna, è anche vero che, nello specifico, molte delle osservazioni presenti in quest'opera oggi sono ritenute datate, semplicistiche, o comunque non sono state verificate. Tuttavia l'indubbio pregio di quest'opera è e rimane quello di aver orientato il focus della ricerca in pubblicità, e quindi fin dal principio, sul consumatore ("il bravo pubblicitario deve capire la psicologia")
Invece lascia perplessi la contraddizione di un Hopkins che da un lato consiglia di bruciare i manuali di pubblicità e sentenzia sull'inutilità dell'istruzione superiore per quanto riguarda questo tipo di mestiere, e dall'altro si preoccupa di scrivere un testo di riferimento che sottende uno studio sistematico.
Nel 1925 si ritira dalla Lord & Thomas, dove egli aveva terminato la sua carriera in qualità di presidente. Nel 1927 pubblica l'autobiografico "My life in advertising", precedentemente uscito a puntate sulla rivista "Advertising and Selling". Anche questa idea avrà diversi imitatori nel campo della pubblicità.
Muore nel 1932, all'età di 66 anni.

## Vita privata
Nel 1886 si sposa. Il matrimonio produrrà due figlie.
Claude C. Hopkins è stato socio dell'attrice americana Edna Wallace Hopper e ha lanciato una linea di cosmetici col nome di lei.
È stato per molti anni membro e poi direttore dell'organizzazione filantropica Volunteers of America che si occupa del recupero di giovani disadattati attraverso l'educazione al lavoro; ha sostenuto la Hope House di Chicago, una casa temporanea per i prigionieri liberati sulla parola; è stato promotore dell'occupazione femminile attraverso numerosi articoli.
È stato un amante della natura e un appassionato di automobili.

## Opere
- (EN) Scientific Advertising, Chicago, Lord & Thomas, 1923.
  -  Scientific Advertising. La Scienza della Comunicazione, Rimini, Guaraldi/Gu.Fo. Edizioni, 1999, ISBN 88-8049-150-4.
- (EN) My Life in Advertising, New York, Harper & Brothers, 1927.
  -  I miei successi in pubblicità, Roma, Biblioteca dell'Ente Nazionale Italiano per l'Organizzazione Scientifica del Lavoro, 1932.

## Traduzioni in Italiano
- La Mia Vita nell'Advertising, traduzione a cura di Giò Fumagalli, Milano, Ibex Edizioni, 2022, ISBN 979-8435358292
- Scientific Advertising, traduzione a cura di Giò Fumagalli, Milano, Ibex Edizioni, 2020, ISBN 979-8581518755
- Scientific Advertising. La Scienza della Comunicazione, Rimini, Guaraldi/Gu.Fo. Edizioni, 1999, ISBN 88-8049-150-4.
- I miei successi in pubblicità, Roma, Biblioteca dell'Ente Nazionale Italiano per l'Organizzazione Scientifica del Lavoro, 1932.